# Manzana Sexta Parte Centro
Manzana Sexta Parte Centro är en ort i Mexiko.   Den ligger i kommunen Jiquipilco och delstaten Mexiko, i den sydöstra delen av landet, 50 km väster om huvudstaden Mexico City. Manzana Sexta Parte Centro ligger 2 757 meter över havet och antalet invånare är 1 759.
Terrängen runt Manzana Sexta Parte Centro är huvudsakligen kuperad, men åt nordväst är den platt. Runt Manzana Sexta Parte Centro är det ganska tätbefolkat, med 230 invånare per kvadratkilometer. Närmaste större samhälle är San Pablo Autopan, 19,8 km söder om Manzana Sexta Parte Centro. Trakten runt Manzana Sexta Parte Centro består till största delen av jordbruksmark.